# Glyptospora
Glyptospora is een monotypisch geslacht van schimmels behorend tot de familie Psathyrellaceae. Het bevat alleen Glyptospora velutina.